# Søndre Folgefonna
Søndre Folgefonna er den tredje største gletsjer på Norges fastland, beliggende i Kvinnherad, Odda og Etne kommuner i Vestland fylke. Den er med et areal på 168 km² også den største af de tre bræer som udgør Folgefonna. Højeste punkt er 1.660 moh.
|og det laveste 490 moh.

## Eksterne kilder og henvisninger
1. 1 2  De største breene i Norge Arkiveret 18. juli 2011 hos  Wayback Machine udgivet af Norges vassdrags- og energidirektorat besøgt 2011-08-07

60°00′N 6°20′Ø / 60.000°N 6.333°Ø